# اوا و لئون
«اوا و لئون» (انگلیسی: Eva & Leon) یک فیلم فرانسوی به کارگردانی Émilie Cherpitel است که در سال ۲۰۱۵ منتشر شد.

## بازیگران
- کلوتید امه
- پیتر کایوتی
- کلوتیلد کورو
- فردریک بایگبدر